# Kamienica przy ulicy Kościuszki 15 w Katowicach
Kamienica przy ulicy T. Kościuszki 15 w Katowicach – narożna kamienica mieszkalno-usługowa, znajdująca się w Śródmieściu Katowic, przy ulicy T. Kościuszki 15 i ulicy S. Batorego 2a. Powstała ona pod koniec XIX wieku.

## Historia
W latach 70. XIX wieku w tym miejscu swój dom i warsztat miał kołodziej Johann Wanjura. Właścicielem kamienicy, zbudowanej zapewne w 1897 roku, był zapewne jego potomek, Emil Wanjura. Od 1897 roku prowadził on na jej parterze sklep kolonialny i gospodę. Znajdował się w niej wyszynk alkoholi Karla Strzody (niem. Destillation Strzoda). Wyższe kondygnacje przeznaczone zostały na lokale mieszkalne. W okresie międzywojennym gospoda przekształciła się w restaurację zwaną „Wzgórze Wanjury”. W latach 30. XX wieku w oficynie na II piętrze mieściła się administracja gazety „Polska Zachodnia”.

## Architektura

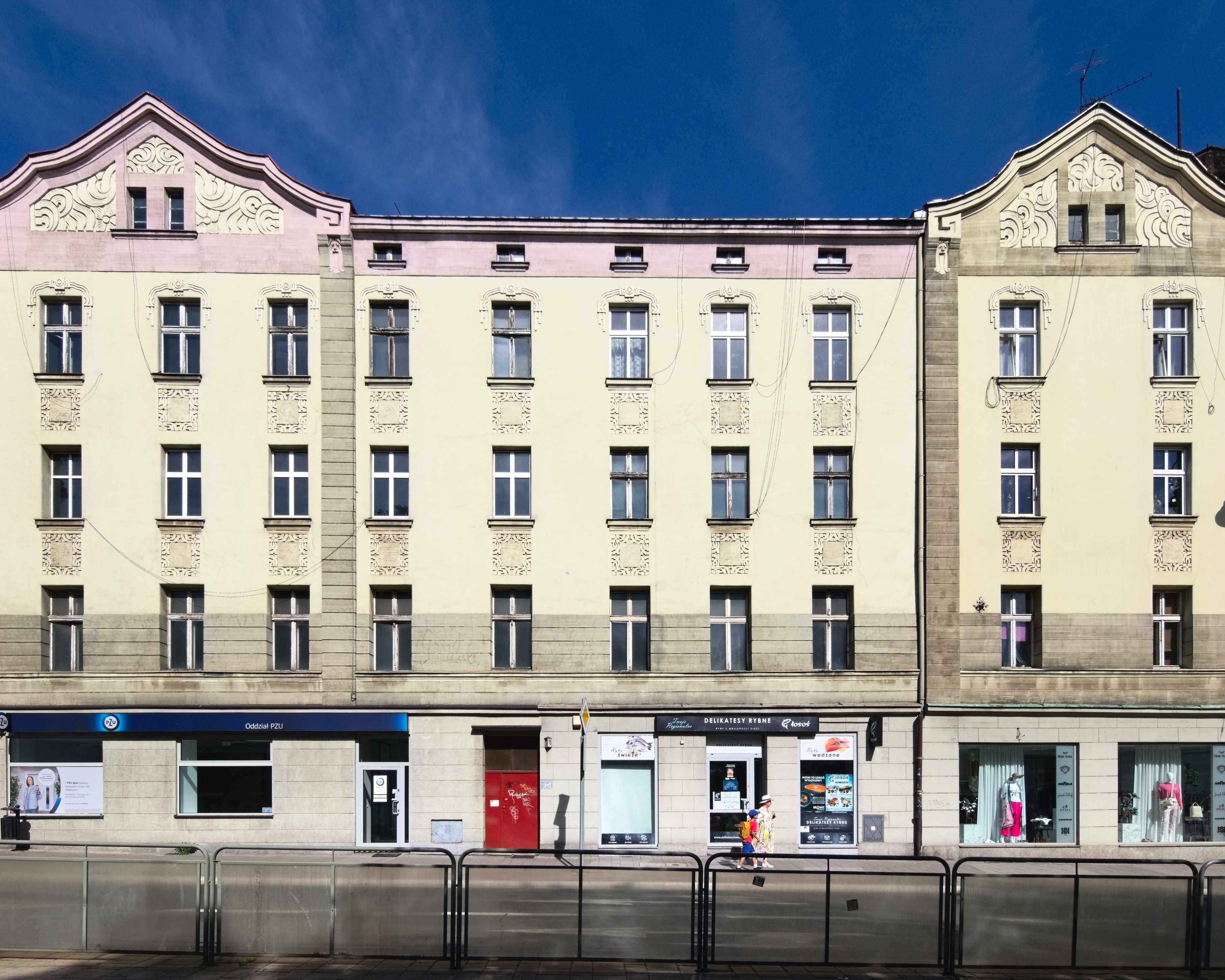
Elewacja frontowa (2022)

Budynek murowany z cegły, czterokondygnacyjny. Kondygnacja parterowa zaznaczona od góry gzymsem, na pozostałych kondygnacjach dominują podziały pionowe. Fasada od strony ul. Kościuszki dziewięcioosiowa, z czego po dwie skrajne osie ujęte wykonanymi z boniowania lizenami w formie pseudoryzalitów. Fasada od ul. Batorego sześcioosiowa, z tego oś najbliższa narożnika również ujęta w formę pseudoryzalitu. W ściętym narożniku jedna oś okien. Ryzality, ścięty narożnik oraz dwie osie skrajne od ul. Batorego zwieńczone trójkątnymi, pseudowolutowymi naczółkami z małymi okienkami. Otwory okienne prostokątne, na ostatniej kondygnacji objęte od góry ozdobnymi opaskami. Ponad ściętym narożnikiem wznosi się niewielka, segmentowa (ośmioboczna) kopułka. W drobnym detalu architektonicznym widoczne wpływy secesji.